# Гермаківські липи
Гермакі́вські ли́пи — ботанічна пам'ятка природи місцевого значення в Україні. Зростають поблизу села Гермаківки Чортківського району Тернопільської області, у кварталі 11, виділі 5 Гермаківського лісництва ДП «Чортківське лісове господарство», в межах лісового урочища «Дача Романського». 
Площа — 0,1 га. Оголошені об'єктом природно-заповідного фонду рішенням виконкому Тернопільської обласної ради від 14 березня 1977 року № 31. Перебуває у віданні державного лісогосподарського об'єднання «Тернопільліс».
Під охороною — липові насадження 1-го бонітету віком понад 100 років.